# 1388
1388 (MCCCLXXXVIII) je bilo prestopno leto, ki se je po julijanskem koledarju začelo na sredo.

## Dogodki
- 1. januar

## Rojstva
Neznan datum
- Musa Čelebi, osmanski emir Rumelije  († 1413)

## Smrti
- 26. marec - Niccolò II. d'Este, italijanski plemič, ferrarski markiz (* 1338)
- 29. april - Katarina Sienska, italijanska dominikanka, teologinja, mistikinja, filozofinja in cerkvena učiteljica (* 1347)
- 15. maj - Venčeslav I., nemški volilni knez, vojvoda Saške-Wittenberga (* 1337)
- 15. avgust - Adalbertus Ranconis de Ericinio, češki teolog (* 1320)
- 31. avgust - Nagaču, mongolski politik in general (* 1320)
- 19. oktober - Giovanni Dondi dell'Orologio, italijanski astronom in urar (* 1318)

Neznan datum
- Džajatirtha, indijski hindujski guru in filozof (* 1365)